# コンバート (野球)
この項では、野球における選手の守備位置（ポジション）のコンバートについて記述する。

## 概要
野球では、チーム事情、選手の守備力などの関係で、ポジションがコンバートされることがある。プロ野球では、春季もしくは秋季キャンプから練習を始める選手がほとんどである。

## コンバートの実例

### 内野におけるコンバート
プロ野球では、一定以上の期間、内野の要である遊撃手あるいは二塁手としてプレーしてきた選手が、自身の衰え、または守備力の高い選手の新加入によって、守備範囲が狭くてすむ三塁手または一塁手にコンバートされるケースがある。また、三塁手から一塁手にコンバートされるケースもある。
代表的な例としては、落合博満（ロッテ→中日→巨人→日本ハム、二塁手→三塁手→一塁手）、藤田平（阪神、遊撃手→一塁手）、石毛宏典（西武→ダイエー、遊撃手→三塁手）、野村謙二郎（広島、遊撃手→三塁手→一塁手）、田中幸雄（日本ハム、遊撃手→三塁手→一塁手）、宮本慎也（ヤクルト、遊撃手→三塁手）、小久保裕紀（ダイエー→巨人→ソフトバンク、二塁手→三塁手→一塁手）、井口資仁（ダイエー→MLB→ロッテ、遊撃手→二塁手→一塁手）、鳥谷敬（阪神→ロッテ、遊撃手→三塁手）などが挙げられる。
現役選手としては、浅村栄斗（西武→楽天、遊撃手→一塁手→二塁手→三塁手）、中島宏之（西武→MLB→オリックス→巨人→中日、遊撃手→三塁手→一塁手）、大山悠輔 (阪神、三塁手→一塁手)、坂本勇人（巨人、遊撃手→三塁手）などが挙げられる。
ただし、遊撃と二塁や、遊撃と三塁、二塁と三塁、三塁と一塁などといった、複数のポジションを守れる内野手は珍しくないため、コンバートとは異なるが守備位置を変えて出場（例えば、本来遊撃手の選手が二塁手として出場）するケースは非常によく見られる。

### 投手→野手
日本の高校野球などアマチュア野球では、ポジションの適性を重視するよりも、「最も運動能力が優れている」という理由で投手を決めることが多いため（いわゆる「エースで4番」）、投手として入団し、間もなく野手にコンバートされる（もしくは、投手としても活躍していた選手が、野手としてドラフト指名を受ける）ケースも多い。その例としては川上哲治（巨人）、王貞治（巨人）らが代表的である。アメリカや中南米では遊撃手が一番重要なポシジョンと見られているため、同じ理由で遊撃手として入団した後コンバートされる例が多い。
プロ入りから一定期間経ってから投手から野手へコンバートされた選手としては、石井琢朗（大洋・横浜→広島、投手→三塁手→遊撃手）、福浦和也（ロッテ、投手→一塁手）、嶋重宣（広島→西武、投手→一塁手→外野手）、雄平（ヤクルト、投手→外野手）、糸井嘉男（日本ハム→オリックス→阪神、投手→外野手）、木村文紀（西武→日本ハム、投手→外野手）などが挙げられる。
現役選手としては、佐野皓大（オリックス、投手→外野手）、川越誠司（西武→中日、投手→外野手）などが挙げられる。
投手と野手の両方で実績を残した選手としては、野口二郎（元阪急、830安打・237勝）、西沢道夫（元中日、1717安打・60勝）、関根潤三（元近鉄、1137本安打・65勝）などが挙げられる。

### 捕手→内野手
捕手というポジションは特殊な技術が要求されるため、打力は高いが、キャッチングに難のある選手や、肩に不安を抱える若手選手が出場機会を増やす目的でコンバートされるケースがある。また、長年正捕手として活躍してきた選手が、守備の負担を軽減する目的で内野手（主に一塁手）にコンバートされるケースもある。
一塁手や、三塁手へのコンバートは、捕手から内野手へのコンバートの中でも、特に多いものである。
前者の代表的な例としては、衣笠祥雄（広島、捕手→一塁手・三塁手）、江藤智（広島→巨人→西武、捕手→三塁手→一塁手）、吉永幸一郎（南海・ダイエー→巨人、捕手→一塁手）小笠原道大（日本ハム→巨人→中日、捕手→一塁手・三塁手）、岩村明憲（ヤクルト→MLB→楽天→ヤクルト、捕手→三塁手）、銀次（楽天、捕手→二塁手→三塁手→一塁手）、福田永将（中日、捕手→一塁手・三塁手・左翼手）などが挙げられる。
後者の代表的な例としては、田淵幸一（阪神→西武、捕手→一塁手）や、阿部慎之助（巨人、捕手→一塁手）が挙げられる。
現役選手では、原口文仁（阪神、捕手→一塁手）、村上宗隆（ヤクルト、捕手→一塁手・三塁手）、頓宮裕真（オリックス、捕手→一塁手）、栗原陵矢（ソフトバンク、捕手→外野手・三塁手）、郡司裕也（中日→日本ハム、捕手→三塁手）などが挙げられる。

### 捕手→外野手
内野手へのコンバート同様、打力が評価されてのコンバートが多い。俊敏な選手は走力を生かすため、一塁手や三塁手ではなく、外野手にコンバートされる傾向にある。また、肩は強いが、キャッチングなどに難がある選手は、その強肩を活かす目的で外野手にコンバートされることもある。
代表的な例としては、石嶺和彦（阪急・オリックス→阪神）、屋鋪要（大洋・横浜→巨人）、飯田哲也（ヤクルト→楽天）、関川浩一（阪神→中日→楽天）、和田一浩（西武→中日）、礒部公一（近鉄→楽天）、中谷将大（阪神→ソフトバンク）などが挙げられる。
現役選手では、近藤健介（日本ハム→ソフトバンク、捕手→外野手）、岡島豪郎（楽天、捕手→外野手）などの例がある。

### 内野手→外野手（おもに中堅手・右翼手）
守備に難があるが身体能力に優れた内野手は、その強肩・俊足を生かすために外野手にコンバートされる場合がある。
秋山幸二（西武→ダイエー）はプロ入り直後、投手から三塁手にコンバートされたが、スローイングに難があり、当時の監督であった森祇晶から「これからは外野を走り回る選手が華となる時代だから、外野に行け」と言われ、センターにコンバートされたことで守備の才能が一気に開花した。同様に田口壮（オリックス→MLB）、福留孝介（中日→MLB→阪神→中日）は内野手として入団したが、守備で難がある部分が多く外野コンバート、その後外野守備の名手に成長している。松井秀喜（巨人→MLB）はプロ入り前は三塁手であったが、プロ入り後は外野手にコンバートされている。
新庄剛志（阪神→MLB→日本ハム）は外野手としてプロ入りしたが、プロ1年目に立浪和義（中日）の守備から刺激を受け、志願して遊撃手へ転向し一軍で使われ始めた。他に三塁手・二塁手としての一軍出場経験があり、オールスターゲームに三塁手で出場したこともある。しかしやはりその俊足と強肩は外野手にしないともったいないということで中堅手にコンバートされ、その後外野手として華々しい活躍を収めた（なお、コンバート以後も時々内野手として出場している）。
他には、広瀬叔功（南海、遊撃手→中堅手）、真弓明信（西鉄・太平洋クラブ・クラウン→阪神、遊撃手→二塁手→外野手）、西村徳文（ロッテ、二塁手→外野手）、鈴木尚広（巨人、遊撃手→二塁手→外野手）、福地寿樹（広島→西武→ヤクルト、二塁手→外野手）、吉村裕基（DeNA→ソフトバンク、三塁手→一塁手→外野手）、陽岱鋼（日本ハム→巨人→米独立、遊撃手→外野手）、鈴木誠也（広島→MLB、遊撃手→外野手）などが挙げられる。
現役選手では、桑原将志（DeNA、二塁手→外野手）、大田泰示（DeNA、三塁手・一塁手→外野手）、西川遥輝（日本ハム→楽天→ヤクルト、二塁手→外野手）、立岡宗一郎（ソフトバンク→巨人、三塁手→外野手）、梶谷隆幸（DeNA→巨人、遊撃手→外野手）、金子侑司（西武、遊撃手→外野手）、岡大海（日本ハム→ロッテ、一塁手→外野手）、福田周平（オリックス、二塁手→外野手）、西川龍馬（広島→オリックス、三塁手→外野手）、松本剛（日本ハム、二塁手・遊撃手→外野手）などの例がある。

### 内野手→外野手（おもに左翼手）
左翼手は他の外野と違い、守備範囲が狭い上に強肩も中堅手、右翼手に比べると必要とされず、比較的守りやすいポジションである。そのため他ポジションからのコンバートが多く、「最もハードルが低いポジション」とも言われる。中には内野手としての適性を見切られた選手や、一塁手や指名打者に起用したい選手が複数いる場合などにやむを得ず左翼を守らせたり、打撃が好調だが内野にポジションが無いなどといった、いわば「後ろ向きのコンバート」もある。また、現役晩年に内野手では守備範囲が狭くなり、左翼にコンバートされるケースも多い。
代表的な例としては、松中信彦（ダイエー・ソフトバンク、一塁手→左翼手）、筒香嘉智（DeNA→MLB、一塁手・三塁手→左翼手）が挙げられる。また、現役晩年に左翼を守ったケースとして、有藤通世（ロッテ、三塁手→左翼手）、高橋慶彦（広島→ロッテ→阪神、遊撃手→左翼手）、原辰徳（巨人、二塁手→三塁手→左翼手）、立浪和義（中日、遊撃手→二塁手→三塁手→左翼手）、松井稼頭央（西武→MLB→楽天→西武、遊撃手→左翼手）、畠山和洋（ヤクルト、一塁手→左翼手→一塁手）などがある。
現役選手では、中田翔（日本ハム→巨人→中日、三塁手→一塁手→左翼手→一塁手）、清宮幸太郎（日本ハム、一塁手→左翼手→一塁手・三塁手）、中村晃（ソフトバンク、一塁手→左翼手、右翼手）などがある。

### 外野手→内野手
プロ野球では、足や肩の衰えた外野手が打撃力を活かす目的で一塁手へコンバートされる事がよくある。主な例としては大島康徳（中日→日本ハム）や、山﨑武司（中日→オリックス→楽天→中日）や、稲葉篤紀（ヤクルト→日本ハム）や、内川聖一（横浜→ソフトバンク→ヤクルト）などが挙げられる（ただし、その場合は過去に豊富な打撃成績を残していることが求められるケースが多い）。
また、プロ野球では少ないが、外野手から一塁手以外の内野のコンバートで成功したケースとしては、日本ハムからトレードで移籍してきた張本勲（東映・日拓・日本ハム→巨人→ロッテ）に左翼手のレギュラーポジションを奪われる形で三塁手へ転向した高田繁（巨人）が挙げられる。

### 投手・捕手へのコンバート
日本球界では、プロ入り後、他のポジションから投手や捕手にコンバートされる例は極めて珍しい。
ここに挙げた5人はいずれもプロ入り前のコンバートであるが、プロ入り後のコンバートは、以下の選手が挙げられる程度である。
- 福士勇（捕手→投手、ただし、プロ入り前は投手）
- 野口正明（一塁手→投手、高校以降転向まで投手経験なし）- 投手転向後も内外野手としての出場がある
- 近藤貞雄（一塁手→投手、高校以降転向まで投手経験なし）- 投手転向後も内外野手としての出場がある
- 木村勉（投手→外野手→捕手→外野手、高校以降転向まで捕手経験なし）
- 服部受弘（捕手→投手（状況に応じてショート以外全て守った））- 捕手時代に本塁打王の獲得経験あり（1941年）　通算33本塁打112勝

- 楠安夫（投手→捕手）

- 多田文久三（投手→投手兼捕手→捕手→投手→捕手）- 捕手としてスタメン出場。先発投手KO降板後に登板し勝利投手になったことがある
- 川畑博（投手→投手兼捕手兼内野手→捕手）- 戦後プロに復帰するまで所属した社会人野球では、KOされるとマスクを被る、ということをやっていたらしい
- 今西錬太郎（内野手→投手、高校以降転向まで投手経験なし）

- 根来広光（投手→捕手）
- ロン・ボトラ（捕手→投手）
- 柳川福三（外野手→内野手→捕手、高校以降転向まで捕手経験なし）
- 野上浩郷（捕手→投手）
- 松本俊一（内野手→内野手兼外野手→投手、高校以降転向まで投手経験なし）

- 髙塚信幸（投手→内野手兼捕手）
- 萩原淳（内野手→投手、高校以降転向まで投手経験なし）
- 上原厚治郎（投手→捕手→投手） - 捕手へのコンバートを巡ってヤクルトを退団し西武へ移籍した経緯がある
- 遠山奬志（投手→外野手→投手） - 投手への再転向後も内野手（一塁）での出場がある
- 嘉㔟敏弘（外野手→投手、ただし、高校時代は投手）
- 今村文昭（内野手→投手、ただし、高校時代は投手兼任）
- 張奕（外野手→投手、ただし、高校時代は投手兼任）
- 藤井宏海（内野手→投手、ただし、高校時代は投手）
- 姫野優也 (外野手→投手、ただし、高校時代は投手兼外野手)
- 織田淳哉（投手→捕手→投手）
- 須山成二（捕手→投手）
- 筧裕次郎（捕手→内野手→捕手）
- 内之倉隆志（内野手→捕手） - 捕手へのコンバート後も内野手（一塁・三塁）での出場がある
- 斉藤巧（内野手→捕手）
- 沖泰司（内野手→捕手）
- 笹川隆（内野手→捕手）
- 尾崎匡哉（内野手→捕手） - 捕手登録時代にも内野手としての出場がある
- 中東直己（外野手→捕手→外野手） - 外野手登録時代も捕手での、捕手登録時代にも外野手での出場がある
- 根尾昂（内野手→外野手→投手。ただし高校時代は投手兼内野手） - 外野手登録時代にも投手で1試合出場した
- 小林珠維 （内野手→投手）

例外に、元広島のフェリックス・ペルドモが内野手から投手へ転向（二刀流）した例がある。新庄剛志は、阪神時代に投手としてオープン戦に出場した事がある。山川晃司はヤクルト時代、捕手登録ながらイースタン・リーグの公式戦で登板経験があり、2019年の12球団合同トライアウトには捕手として参加する一方でマウンドにも上がり、その後富山GRNサンダーバーズには投手として入団した。
コンバートとは異なるが森本潔（元阪急）、池辺巌（元阪神）、五十嵐章人（元ロッテ）、金村義明（元近鉄）、井生崇光（元広島）などは捕手を全部使い切ったときに急造捕手として出場したことがあった。

## メジャーリーグにおけるコンバート
マイナーリーグでは選手の適性を見極めて育成が行われるためコンバートが頻繁に行われる。
アメリカや中南米のアマチュア野球では最も身体能力の優れた選手は投手ではなく遊撃手になる。
そのため、日本とは違い投手から野手へのコンバートは意外に少なく、遊撃手から投手を含めた他のポジションにコンバートされることのほうが多い。そのため、遊撃手から投手へコンバートされた選手も少なくない（トレバー・ホフマン、ジョー・ネイサンなど）。
また、肩の強さを生かすために捕手から投手へと転向する選手もいる（トロイ・パーシバル、ジェイソン・モット、ケンリー・ジャンセンなど）。
ナックルボーラーとして有名なボストン・レッドソックスのティム・ウェイクフィールドもピッツバーグ・パイレーツ時代にナックルボールを習得し、内野手から投手に転向している。
外野手から投手への転向は、最多セーブを獲得したラファエル・ソリアーノなどがいる。

## その他

### ユーティリティプレーヤー
登録上のコンバートをせずにいろいろなポジションをこなすことが出来る選手をユーティリティープレイヤーと呼ぶ。内野全てを守れる選手、内野と外野を共通して守れる選手、さらに捕手まで守れる選手などさまざまである。過去の例としては以下の通り。
- 木村拓也（日本ハム→広島→巨人、投手以外の全て。ただし高校時代に投手経験あり）
- 元木大介（巨人、内野の全て及び左翼手）
- 万永貴司（横浜、内野の全て）
- 秀太（阪神、内野の全て）
- 飯山裕志（日本ハム、内野の全て）
- 平野恵一（オリックス→阪神→オリックス、一塁手を除く内野の全て及び外野）
- 森野将彦（中日、内野の全て及び外野）
- 明石健志（ダイエー・ソフトバンク、捕手を除く全て）
- 川島慶三（日本ハム→ヤクルト→ソフトバンク→楽天、内野の全て及び外野）

- 杉谷拳士（日本ハム、捕手を除く全て）

など。現役選手では、
- 大和（DeNA、内野の全て及び外野）
- 中村晃（ソフトバンク、左翼手・右翼手・一塁手）
- 牧原大成（ソフトバンク、捕手を除く全て）
- 周東佑京（ソフトバンク、一塁手を除く内野の全て及び外野）
- 栗原陵矢（ソフトバンク、捕手・一塁手・三塁手・左翼手・右翼手）
- 外崎修汰（西武、内野の全て及び外野）
- 若林晃弘（日本ハム、捕手を除く全て）
- 大城滉二（オリックス、一塁手を除く内野の全て・及び外野）
- 中川圭太（オリックス、一塁手・三塁手及び外野）
- 廣岡大志  (オリックス、内野の全て及び外野)
- 鈴木大地（楽天、内野の全て及び左翼手）
- 阿部寿樹 （楽天、一塁手・二塁手・三塁手・左翼手）
- 郡拓也（巨人、投手を除く全て）
- 増田大輝（巨人、一塁手を除く内野の全て及び外野）
- 上本崇司（広島、一塁手を除く内野の全て及び外野）
- 植田海 (阪神、一塁手を除く内野の全て及び外野)
- 熊谷敬宥 (阪神、一塁手を除く内野の全て及び外野)

などがこれに該当する。
ユーティリティープレーヤーの多くは守備固めで起用されることが多いが、中村晃、中川圭太、鈴木大地など打力のある選手や、牧原大成、周東佑京など優秀な走力や守備力を持つ選手は複数のポジションで併用されながらレギュラーとして起用されている。
日本プロ野球では、これまでに高橋博士、五十嵐章人の2名が投手を含めた9ポジションでの出場を達成している。
過去のプロ野球では投手と野手を兼任する選手も少なくなく、投手でノーヒットノーラン、野手で首位打者を達成した呉昌征、投手と外野手の両方でオールスターゲーム・ファン投票選出された関根潤三、規定投球回に到達した投手が後年外野手に転向し規定打席に到達した畠山準などの例がある。現在では大谷翔平・矢澤宏太・柴田獅子が投手と野手を兼任している（両者ともNPBでの登録は投手、MLBでは2020年より「二刀流選手」が定義されるようになった）。
メジャーリーグではユーティリティープレーヤーでありながら試合毎に守備位置を変えながらレギュラーとして活躍する選手が少なくない（代表的な事例ではショーン・フィギンズ、ライアン・フリール、ビル・ホール・ベン・ゾブリスト、現役選手ではクリス・ブライアント、エドゥアルド・ヌニェス、ムーキー・ベッツ、クリス・テイラー、マーウィン・ゴンザレス、ダニエル・デスカルソ、エンリケ・ヘルナンデス、トミー・エドマン、ブレンダン・ドノバンなど）。日本プロ野球に比べて、移籍やマイナーリーグへの降格、レギュラー選手の休養などでチームのメンバーが大きく代わってしまうことが多いこと、あるいは打者よりもリリーフ投手にベンチ入りの枠を多く割り当てることが少なくないメジャーリーグにおいては、日本以上に重宝される傾向が強い。